# スーパー・ベスト (越路吹雪のアルバム)
『スーパー・ベスト』は2013年9月4日に発売された越路吹雪のベスト・アルバム。規格品番はQIAG-11085。

## 解説
- CD帯『最強のベスト盤を価値ある価格で! 「愛の讃歌」「サン・トワ・マミー」…etc、大ヒット曲を網羅!』
- TSUTAYAで発売されている999円（税込）の廉価ベスト・アルバム『The Best Value』シリーズの1枚。
- 代表曲を中心に収録されている。
- 2007年に発売された『エッセンシャル・ベスト』と同じ越路の歌唱画像が使用されている。

## 収録曲
1. 愛の讃歌
2. サン・トワ・マミー
3. ろくでなし
4. ワン・レイニー・ナイト・イン・トーキョー
5. あいつ
6. 夢の中に君がいる
7. オー・シャンゼリゼ
8. セ・シ・ボン
9. 幸福を売る男
10. 誰もいない海
11. 雪が降る
12. ラストダンスは私に